# Largillay-Marsonnay
Largillay-Marsonnay é uma comuna francesa na região administrativa de Borgonha-Franco-Condado, no departamento de Jura. Estende-se por uma área de 6,98 km². Em 2010 a comuna tinha 150 habitantes (densidade: 21,5 hab./km²).